# Galerucella aquatica
Galerucella aquatica är en skalbaggsart som först beskrevs av Geoffroy 1785.  Galerucella aquatica ingår i släktet Galerucella, och familjen bladbaggar. Arten har ej påträffats i Sverige.

## Bildgalleri

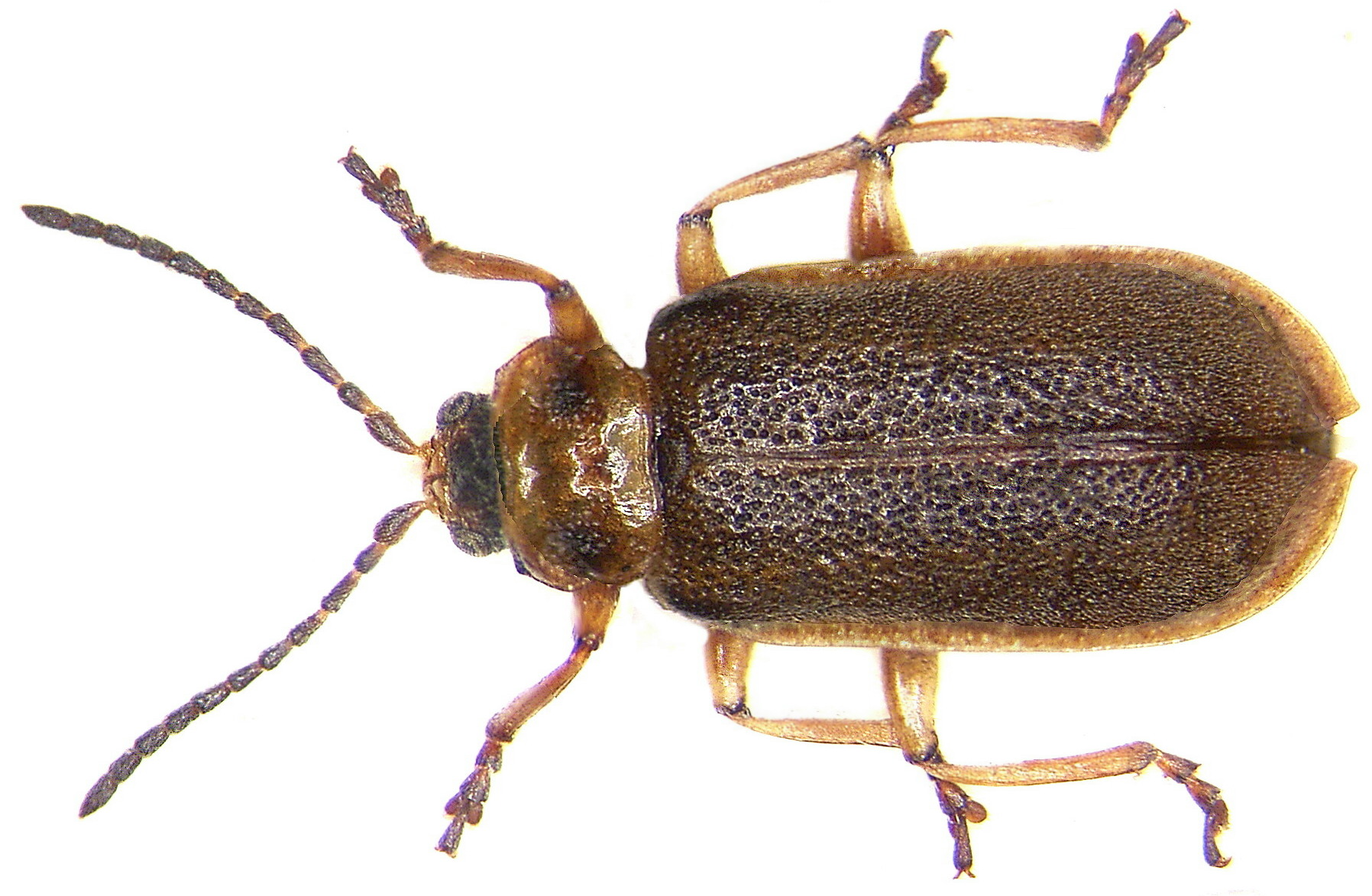
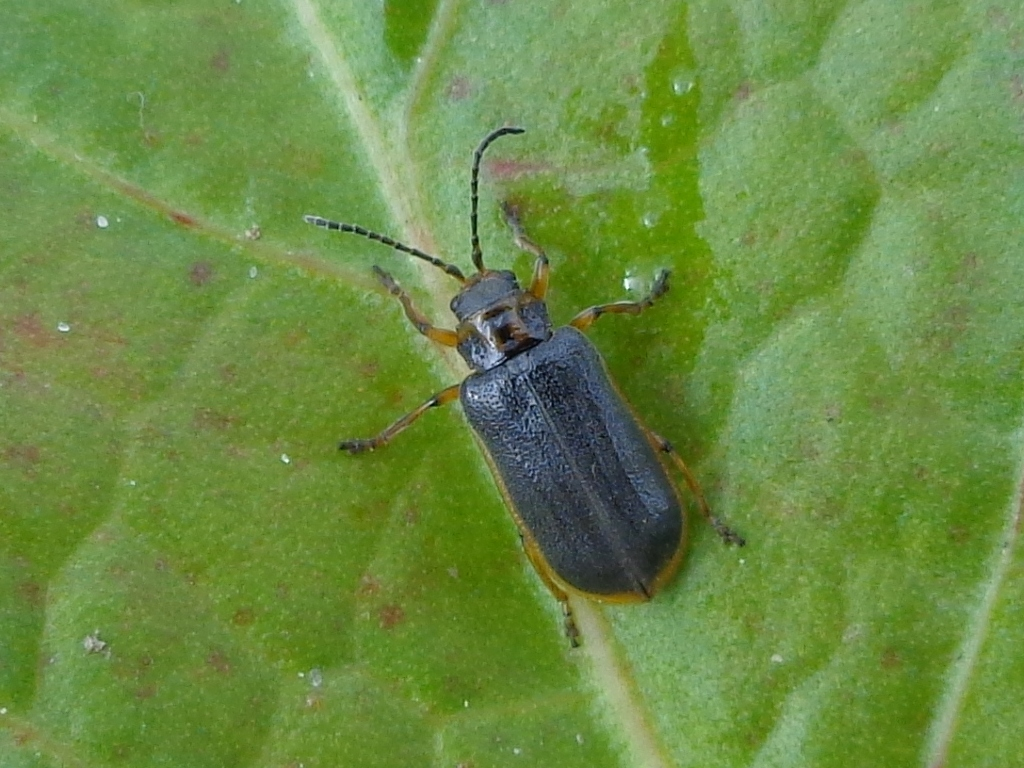